# Тимірязєвська (платформа)
Тимірязєвська — зупинний пункт/пасажирська платформа Савеловського напрямку МЗ та маршруту МЦД-1
.
у Москві за 3 км від станції Москва-Бутирська. 
Відкрита в 1985 році на 6-кілометровій дільниці між станцією Москва-Бутирська і платформою Окружна. 
В 1940-1950-ті роки функціонувала однойменна платформа, яка була розташована на 1 км північніше, на рівні сучасного буд.35 по Дмитрівському шосе. Вперше платформа Тимірязєвська вказана на схемі 1939 року, на картах вона присутня як мінімум до 1959 року. Точна дата закриття старої платформи Тимірязівська невідома, але на схемах 1966-1968 років станція вже відсутня.
Є пряме сполучення на Смоленський (Білоруський) напрямок.
Пасажирське сполучення здійснюють електропоїздами серій ЕД, ЕР (напругою живлення 3000 Вольт постійного струму, призначені для експлуатації на коліях з шириною колії 1520 мм).
Найдальші пункти безпересадкового сполучення:
- У північному напрямку:

Савелово, Дубна, Желтиково (субота, неділя).
- У південному напрямку:

У напрямку з Тимірязєвської: Бородіно, Звенигород, Усово.
У напрямку на Тимірязєвську: Бородіно, Звенигород, Усово.
Є пересадковою на станцію метро «Тимірязєвська» і станцію «Тимірязєвська» Московської монорейки.
Поблизу платформи знаходиться Тимірязєвська сільськогосподарська академія (ТСХА), що дала назву платформі.
Складається з двох берегових платформ, сполучених підземним переходом. На платформі встановлено турнікети для проходу пасажирів.
Час руху від станції Москва-Бутирська — 5 хвилин.
З боку платформи в бік області розташовані станція монорейки і зупинки автобусів 12, 19, 23, 604. З боку платформи в бік Москви - автобуси 87, 206, 604
Від платформи Тимірязєвська прямують електрички до Лобні, Ікші, Дмитрова, Орудьєво, Талдому, Савелово, Дубни, Костино, Желтиково, а також на Білоруський напрямок.

## Пересадки
- «Тимірязєвська»
- «Тимірязєвська»
- автобус: м40, 23, 87, 126, 126к, 319, 447, 519, с532, 539, с585, т56, т78

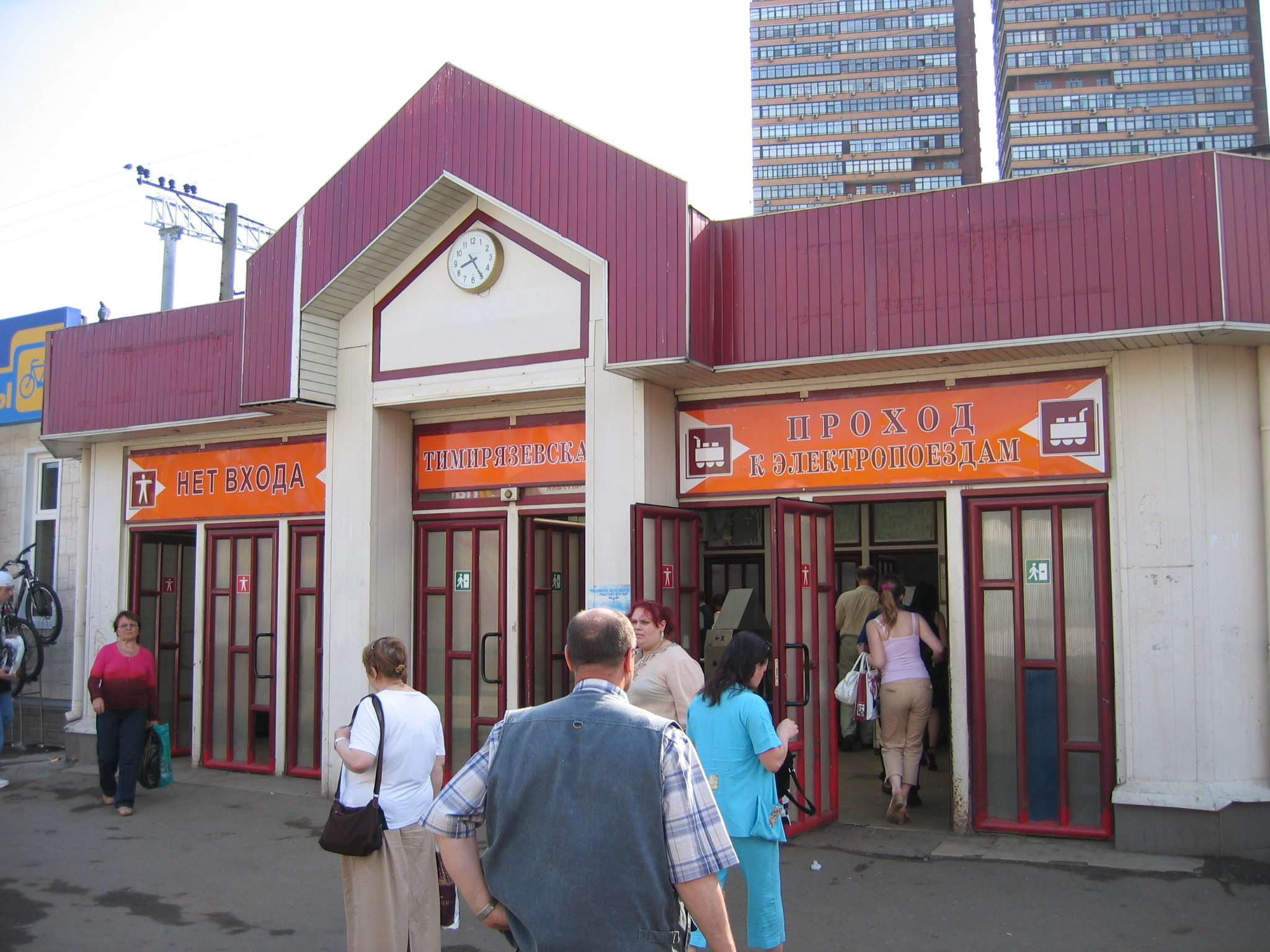
Турнікетний павільйон.